# Węgorzyce
Węgorzyce (deutsch Wangeritz) ist ein Dorf in der polnischen Woiwodschaft Westpommern. Es gehört zur Gmina Osina (Landgemeinde Schönhagen) im Powiat Goleniowski (Gollnower Kreis).

## Geographische Lage
Das Dorf liegt in Hinterpommern, etwa 40 km nordöstlich von Stettin. Nachbarorte sind im Nordwesten Osina (Schönhagen) und im Osten Redło (Pflugrade).

## Geschichte
Im 15. Jahrhundert war der Besitz an Wangeritz auf drei Anteile verteilt. Ein Anteil gehörte den Grafen von Eberstein-Naugard, ein Anteil der adligen Familie Knuth und der dritte Anteil der adligen Familie Lentz. Der letztgenannte Anteil wurde 1445 von einem Henning Mildenitz aus der adligen Familie Mildenitz gekauft. Später kamen alle Anteile an die adlige Familie Edling.
In Ludwig Wilhelm Brüggemanns Ausführlicher Beschreibung des gegenwärtigen Zustandes des Königlich-Preußischen Herzogtums Vor- und Hinterpommern (1784) wird Wangeritz unter den adeligen Gütern des Saatziger Kreises aufgeführt. Damals gab es in Wangeritz ein Ackerwerk (Vorwerk), eine Wasser- und Schneidemühle, sieben Vollbauernstellen, eine Halbbauernstelle, einen Schulmeister und eine Schmiede, insgesamt 21 Haushaltungen („Feuerstellen“). Ferner gab es in Wangeritz eine Kirche, welche seit 1778 als zu der Kirche in Kicker gelegt war. Wangeritz gehörte damals als Lehen dem Kammerherrn Aegidius Carl Bernhard von Edling. Nach dem Aussterben der Familie Edling kam Wangeritz 1791 an den Generalmajor Heinrich Wilhelm von Lettow und blieb dann für lange Zeit in der adligen Familie Lettow-Vorbeck.
Um 1870 bestanden in Wangeritz das Rittergut (Gutsbezirk) und das Kirchdorf (Landgemeinde) nebeneinander. Das Rittergut umfasste 2556 Morgen Land und gehörte dem Hauptmann Carl Wilhelm von Lettow. Zu dem Kirchdorf gehörte eine Feldmark von 908 Morgen. Rittergut und Kirchdorf Wangeritz zählten zusammen 257 Einwohner.
Am 1. April 1927 hatte das Gut Wangeritz eine Flächengröße von 652 Hektar, und am 16. Juni 1925 hatte der Gutsbezirk 163 Einwohner. Der Gutsbezirk wurde vor 1932 in die Landgemeinde Wangeritz eingegliedert.
Die Gemeinde zählte im Jahre 1933 234 Einwohner und im Jahre 1939 195 Einwohner. Zu der Gemeinde gehörte neben Wangeritz selbst der Wohnplatz Wangeritz Mühle. Um 1935 hatte Wangeritz einen Gasthof, eine Gemischtwarenhandlung und eine Mühle.
Vor 1945 bildete Wangeritz eine Landgemeinde im Kreis Naugard der preußischen Provinz Pommern des Deutschen Reichs. Wangeritz war Sitz des Amtsbezirks Wangeritz.
Gegen Ende des Zweiten Weltkriegs besetzte im Frühjahr 1945 die Rote Armee die Region. Nach Einstellung der Kampfhandlungen wurde Wmgeritz zusammen mit ganz Hinterpommern seitens der sowjetischen Besatzungsmacht der Volksrepublik Polen zur Verwaltung überlassen. Es begann nun die Zuwanderung polnischer Zivilisten. Wangeritz wurde unter der polonisierten Ortsbezeichnung ‚Węgorzyce‘ verwaltet. Die einheimische Bevölkerung wurde in der darauf folgenden Zeit von der polnischen Administration aus Wangeritz vertrieben.

## Kirche

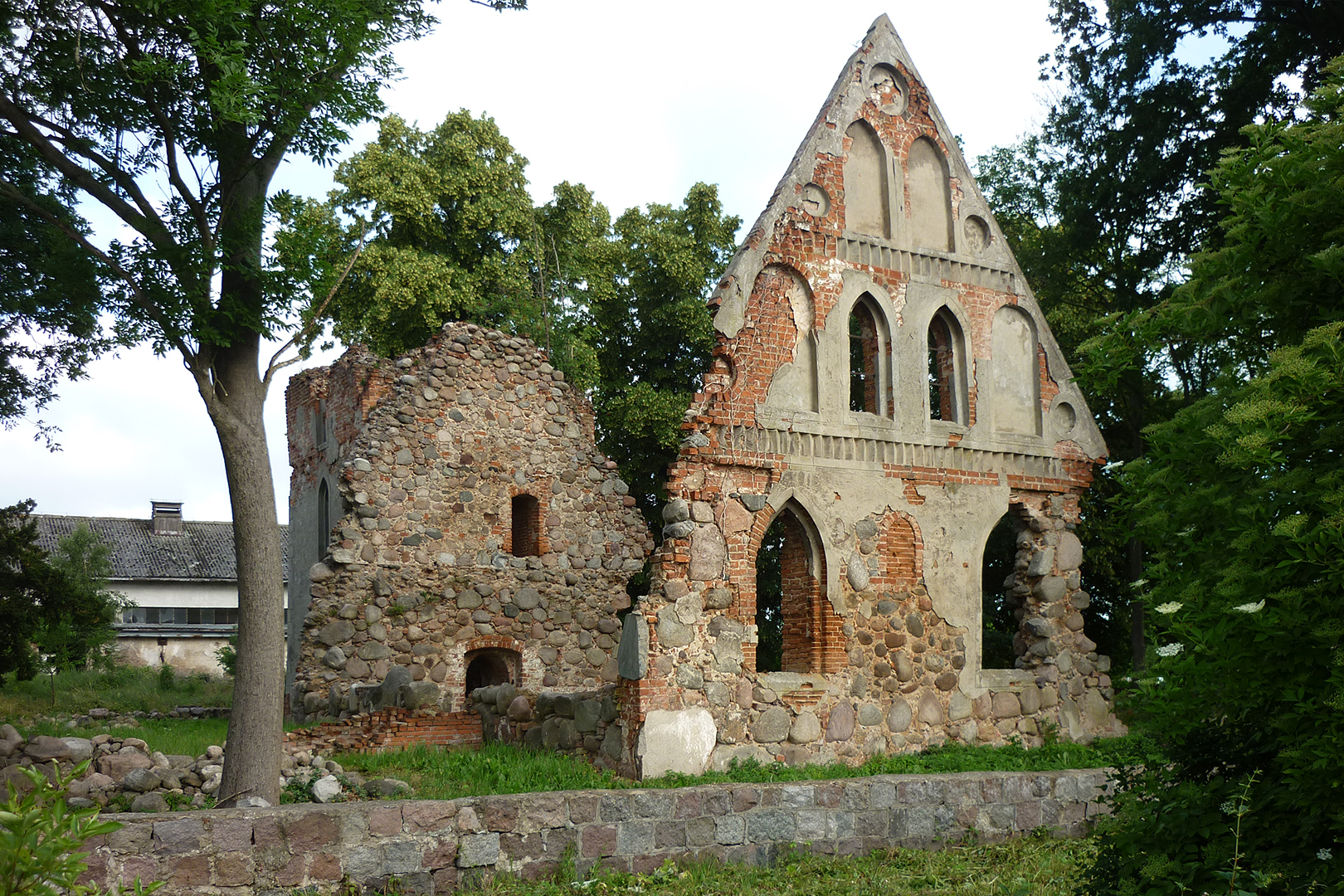
Ruine der ehemaligen evangelischen Dorfkirche (2011)

Die vor 1945 anwesenden Dorfbewohner waren mit seltenen Ausnahmen evangelisch und gehörten zum Kirchspiel Pflugrade in der Diözese Gollnow. Der Bestand an Kirchenbüchern der Kirche Wangeritz reichte bis 1618 zurück.
Das katholische Kirchspiel war in Louisenthal.
Die seit 1945 zugewanderte polnische Bevölkerung ist größtenteils römisch-katholisch.

## Persönlichkeiten: Söhne und Töchter des Ortes
- Paul Karl von Lettow-Vorbeck (1832–1919), preußischer Offizier, zuletzt mit dem Charakter eines Generals der Infanterie
- Moritz von Lettow-Vorbeck (1835–1920), preußischer Generalmajor